# Tihomir Pejin
Tihomir Pejin (11 oktober 1983) is een Kroatisch voetbalscheidsrechter. Hij is in dienst van FIFA en UEFA sinds 2014.
Op 3 juli 2014 debuteerde Pejin in Europees verband tijdens een wedstrijd tussen Santa Coloma en Metalurg Skopje in de voorronde van de UEFA Europa League. De wedstrijd eindigde in 0–3. Pejin gaf acht gele kaarten.
Zijn eerste interland floot hij op 10 september 2018, toen Koeweit 2–2 gelijkspeelde tegen Irak. Pejin hield de kaarten op zak.

## Interlands
| Datum             | Plaats                 | Wedstrijd      | Uitslag | Competitie        | Kreeg geel | Kreeg voor de tweede keer geel en dus rood | Weggestuurd |
| ----------------- | ---------------------- | -------------- | ------- | ----------------- | ---------- | ------------------------------------------ | ----------- |
| 10 september 2018 | Al Farwaniyah, Koeweit | Koeweit – Irak | 2 – 2   | Vriendschappelijk | 0          | 0                                          | 0           |

Laatste aanpassing op 13 september 2018